# Старий Утчан
Старий Утча́н (рос. Старый Утчан) — присілок у складі Алнаського району Удмуртії, Росія.

## Населення
Населення — 404 особи (2010; 469 в 2002).
Національний склад станом на 2002 рік:
- удмурти — 92 %

## Урбаноніми[3]
- вулиці — Зарічна, Молодіжна, Нижня, Поперечна, Садова, Спортивна, Шкільна